# ダンシング・ビースト
「ダンシング・ビースト」（英語: Dancing Beast）は、1993年7月7日にリリースした田原俊彦の42作目のシングル。

## 背景
アルバム『MORE ELECTRIC』からの先行シングルとして発売され、前作「雨が叫んでる」から11か月ぶりと、今までで最も長いインターバルである。

## 制作
作詞にいとうせいこう、作曲に米米CLUBの金子隆博、サウンドプロデューサーに萩原健太が担当した。

## リリース
1993年7月7日に、ポニーキャニオンのNAVレーベルから発売された。
本作から1999年に発売された「涙にさよならしないか」までのシングルは、8cmCDのみのリリースとなっている。

## 収録曲
| 全編曲: 萩原健太 & WARK、管編曲: BIG HORNS BEE。 |                                            |                |                 |      |
| #                                                | タイトル                                   | 作詞           | 作曲            | 時間 |
| 1.                                               | 「ダンシング・ビースト」                   | いとうせいこう | 金子隆博        | 4:31 |
| 2.                                               | 「君は最低」                               | 横山武         | 萩原健太 & WARK | 3:47 |
| 3.                                               | 「ダンシング・ビースト」(Original-Karaoke) |                |                 | 4:29 |

## 参加ミュージシャン
- Guitar：稲葉政裕
- Keyboards : 友成好宏
- Operator : 辻伸夫
- Sound Effect : 佐土井照仁
- Horn : BIG HORNS BEE
- Trumpet : 小林太 & 下神竜哉
- Trombone : 河合若葉
- Saxophone : 金子隆博 courtesy by SONY RECORDS.,INC & 織田浩司
- Chorus : AMAZONS courtesy by FOR LIFE RECORDS.,INC, BIG HORNS BEE, WARK/DA BRONX 2694